# Västerhaninge socken
Västerhaninge socken i Södermanland ingick i Sotholms härad, ingår sedan 1971 i Haninge kommun och motsvarar från 2016 Västerhaninge distrikt.
Socknens areal är 120,45 kvadratkilometer, varav 118,72 land. År 2000 fanns här 15 657 invånare. Häringe slott, Berga herrgård med Berga örlogsbas, tätorterna Väländan och Årsta Havsbad, kommundelen Tungelsta samt centralorten och kyrkbyn Västerhaninge med sockenkyrkan Västerhaninge kyrka ligger i socknen. 

## Administrativ historik
Västerhaninge socken har medeltida ursprung. 1731 utbröts Muskö socken.
Vid kommunreformen 1862 övergick socknens ansvar för de kyrkliga frågorna till Västerhaninge församling och för de borgerliga frågorna till Västerhaninge landskommun. Landskommunen inkorporerade 1952 Muskö landskommun och uppgick 1971 i Haninge kommun. Församlingen uppgick 2002 i Västerhaninge-Muskö församling.
1 januari 2016 inrättades distriktet Västerhaninge, med samma omfattning som församlingen hade 1999/2000.
Socknen har tillhört län, fögderier, tingslag och domsagor enligt vad som beskrivs i artikeln Sotholms härad. De indelta båtsmännen tillhörde Första Södermanlands båtsmanskompani.
Västerhaninge socken bestod mellan åren 1792 till 1895 av tio stycken rotar: 
1. Häringe rote
2. Nora rote
3. Näringsberg rote
4. Berga rote
5. Fors rote
6. Hanveds rote
7. Skogs-Ekeby rote
8. Stafs rote
9. Nödesta rote
10. Kyrkoroten

## Geografi och natur
Västerhaninge socken ligger på Södertörn, innanför Hårsfjärden i sydost och med Hanveden i väster och norr. Socknen är en kuperad skogsbygd med inslag av odlingsbygd i de centrala delarna och med höjder som i Tornberget i Hanveden i norr når 110 meter över havet, Södertörns högsta punkt. Den största insjön är Öran som delas med Huddinge socken i Huddinge kommun.
Det finns fyra naturreservat i socknen. Häringe-Hammersta som delas med Ösmo socken i Nynäshamns kommun ingår i EU-nätverket Natura 2000 medan Skeppnan, Svartsjön och Tornberget är kommunala naturreservat.
I socknen finns den medeltida ruinen Sotes borg. Senare har det funnits hela åtta sätesgårdar i socknen: Berga säteri med det sentida Berga slott, Häringe slott, Ektorps säteri, Ekeby säteri, Skogs-Ekeby (säteri), Hammars herrgård och Näringsberg.
I Fors fanns det förr ett gästgiveri.

### Bilder, herrgårdar (urval)

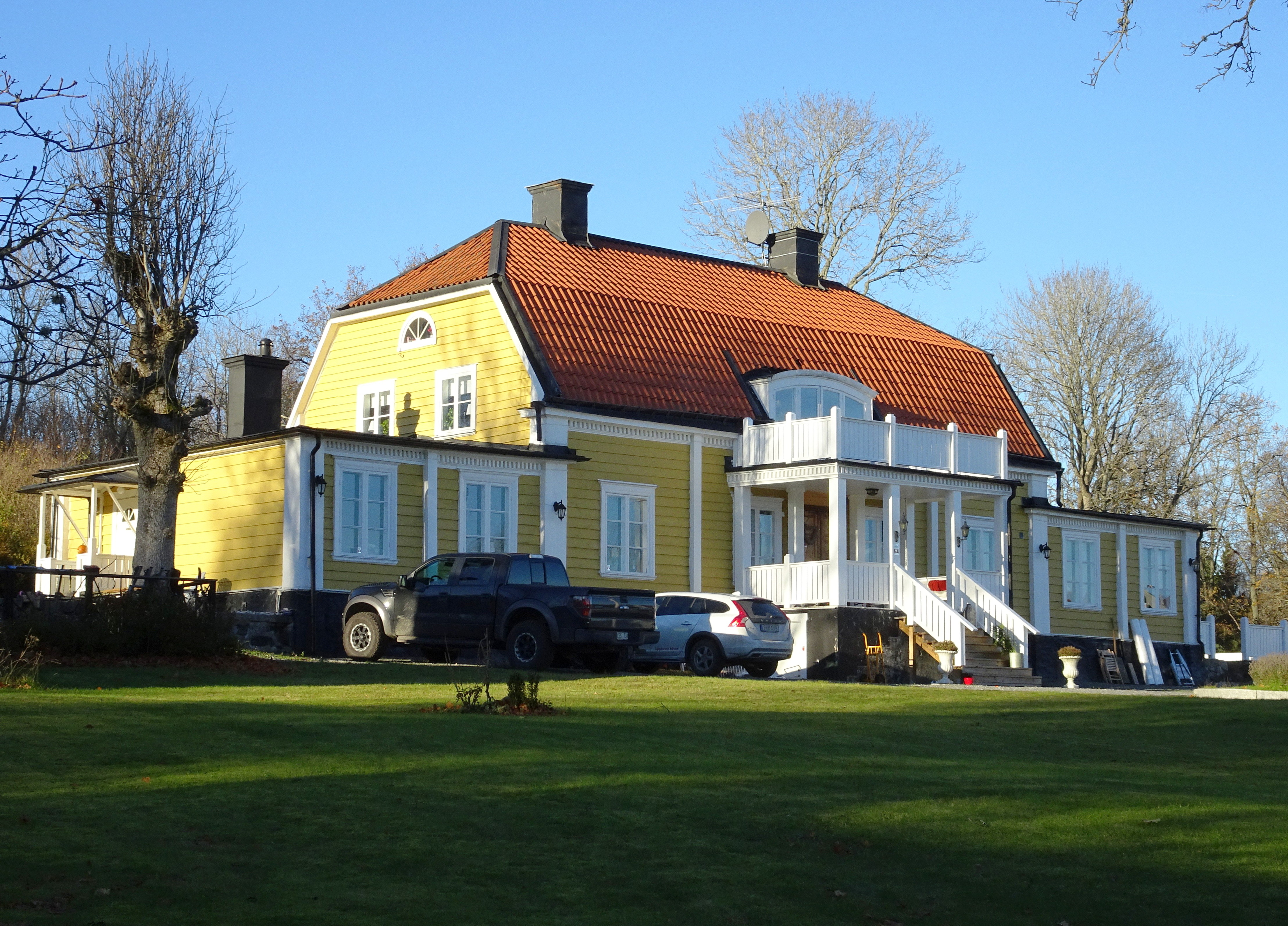
Skogs-Ekeby.
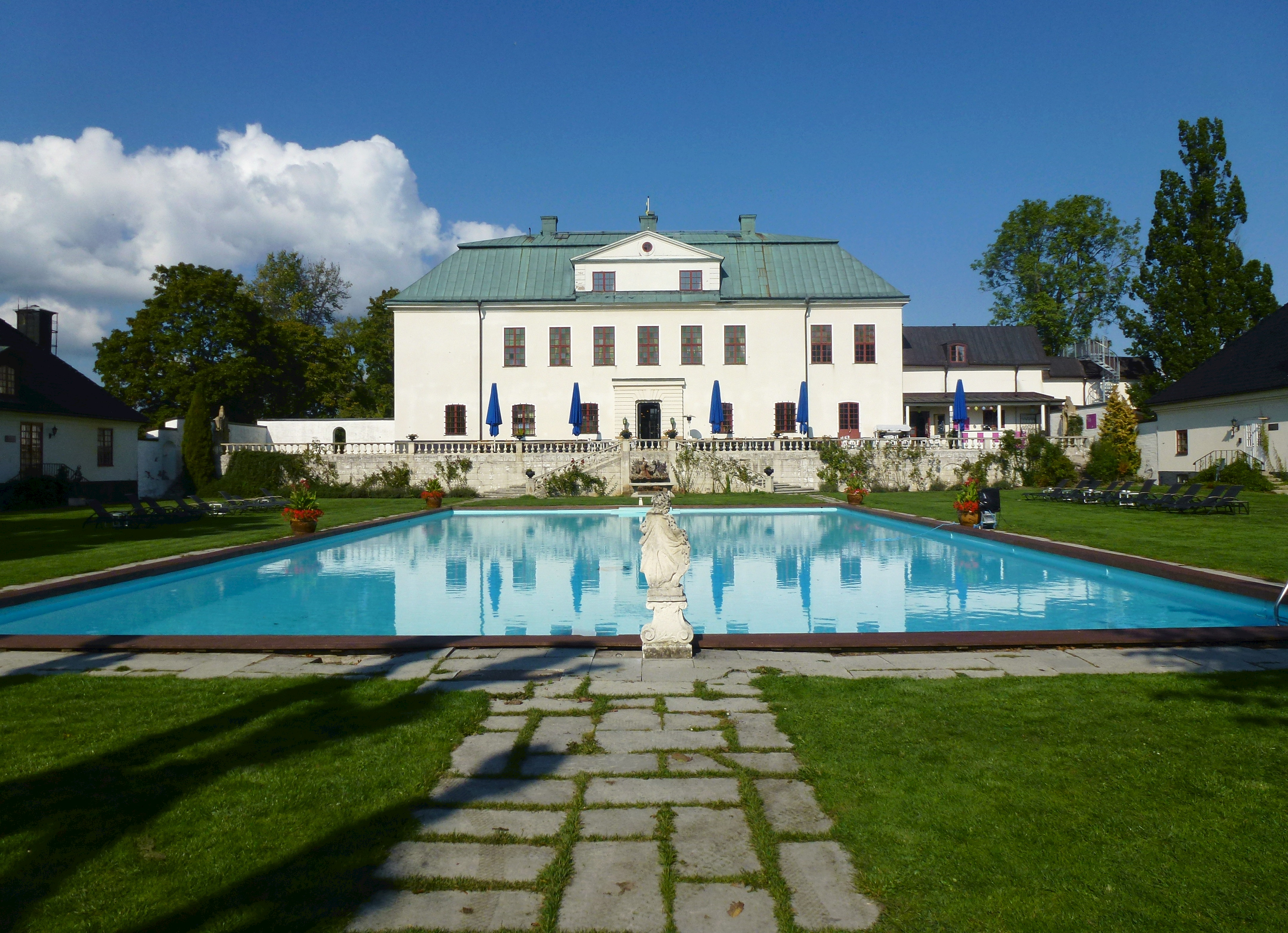
Häringe slott.
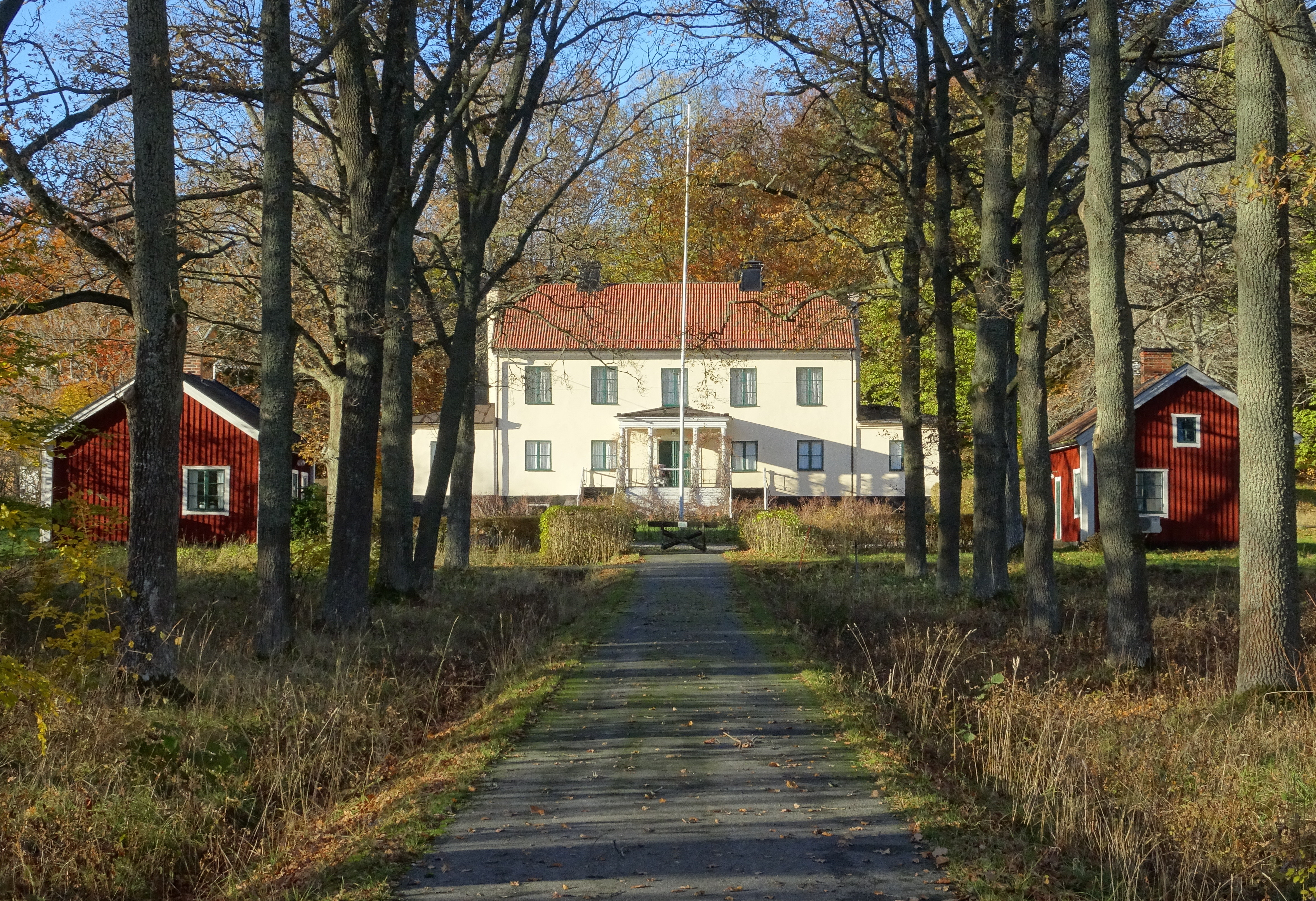
Hammar gård.
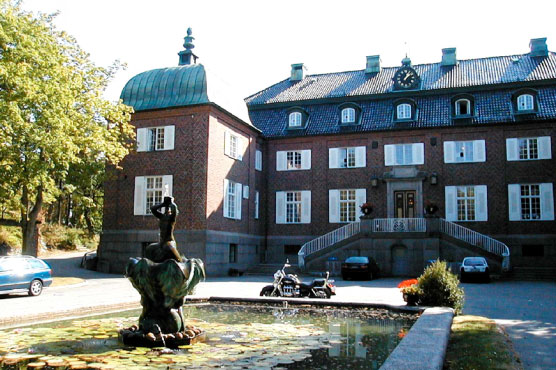
Berga slott.

## Befolkningsutveckling
| Ungkarlsväst och dräkt från Västerhaninge och Österhaninge socken. |  | Ungkarlsväst och dräkt från Västerhaninge och Österhaninge socken. |
| Ungkarlsväst och dräkt från Västerhaninge och Österhaninge socken. |  |                                                                    |

Med någon variation ökade befolkningen från 1 143 1810 till 15 117 1990. Den stora expansionen ägde rum efter 1950 då folkmängden fortfarande uppgick till 3 385 invånare.

## Namnet
Bygdenamnet Hanungi (1314) innehåller i efterleden inbyggarbeteckningen inge/unge. Förleden kommer från skogsområdet Hanveden. Detta innehåller i sin tur hane, 'tupp av skogsfågel'. Westratrahanungh finns skrivet 1314.

## Fornlämningar
Cirka 20 boplatser från stenåldern är funna. Från bronsåldern finns minst 140 gravrösen och talrika skålgropar. Från järnåldern finns cirka 88 gravfält, däribland Jordbro gravfält, och åtta fornborgar. Elva runristningar har påträffats.